# ترابن-ترارباخ
ترابن تراراباخ (بالألمانية: Traben-Trarbach) هي بلدة ألمانية تقع في ألمانيا في Bernkastel-Wittlich. يقدر عدد سكانها بـ 6,031 نسمة .

## المدن التوأمة
مدينة Wangen bei Olten هي مدينة توأمة لـترابن تراراباخ.

## أعلام
- مايك زاكيرجون